# Inmaculada Concepción (Juan de Mesa)
La Inmaculada Concepción es una talla realizada por Juan de Mesa en el siglo XVII. Está ubicada en el Museo Nacional de Escultura, en Valladolid (Castilla y León, España).

## Historia
Fechada en el periodo 1615-1627 (aunque también se la data en torno a 1610), se desconoce quién la comisionó así como su emplazamiento original, aunque debido a que fue creada en un periodo de fervor inmaculista, se cree que pudo estar destinada a presidir la capilla de algún noble devoto concepcionista en una iglesia o un monasterio.: p. 15  La primera referencia de la que se tiene constancia la sitúa en la colección de Jaime Parladé, conde de Aguiar, en la que permaneció hasta al menos la década de 1970;: p. 14  de allí pasaría a integrar sucesivamente los catálogos de los anticuarios Andrés Moro y Antonio Gil, de donde saldría para formar parte de la galería Coll & Cortés en Madrid. La calidad y el gran valor de la obra llevaron al Estado a declararla en 2014 bien no exportable, lo que evitó que la pieza pudiese ser adquirida por museos extranjeros, altamente interesados en este tipo de obras a causa de la revalorización de la escultura barroca española con motivo de la exposición Lo sagrado hecho real, celebrada entre 2009 y 2010.
En octubre de 2018 fue subastada por Isbilya en Sevilla, siendo adquirida por el Ministerio de Cultura por un precio de 250 000 €, valor muy inferior al estimado por la casa de subastas. La talla fue comprada por el Estado para ser destinada al Museo Nacional de Escultura junto con otras dos obras de arte: el grupo en terracota de la Virgen con el Niño y San Juanito (1690-1700), de Luisa Roldán, adquirido por 280 000 € a la galería Caylus; y una Inmaculada (último tercio del siglo XVII) por 111 200 €, obra de Pedro de Mena por encargo del obispo de Córdoba Alfonso de Salizanes y Medina.

## Descripción
La talla, de 1,36 metros de alto, muestra a la Virgen de pie en posición frontal. El rostro, de formas suaves, posee aspecto aniñado y en el mismo destacan unos ojos rasgados y entrecerrados con delicada policromía grisácea y azulada, todo ello marcado por una leve pincelada de color blanco que dota a la mirada de cierto brillo y viveza, siendo por su parte las pestañas pintadas con trazos muy finos. La nariz posee un gran volumen en lo relativo a la cavidad nasal, destacando particularmente el surco nasolabial, de gran anchura (rasgo típico de Mesa), y los labios, prominentes y caracterizados por una intensa policromía carmesí. Las mejillas planas y la comisura de la boca, suavemente redondeada, compensan la marcada definición del tabique y la amplitud de las aletas de la nariz.: p. 92 
El cuello, con los músculos esternocleidomastoideos muy marcados y de gran longitud para facilitar la visión de la talla desde abajo, queda delimitado al igual que el rostro por una melena ondulada con raya al medio y caída sobre los hombros y las clavículas en armoniosa simetría, teniendo el cabello una disposición más ligera y esquemática en la parte posterior,: p. 92  donde casi llega a la cintura. La Inmaculada, como es típico en las representaciones de esta advocación, figura con ambas manos juntas en actitud orante directamente sobre el pecho, sin el desplazamiento lateral con el que Martínez Montañés alcanzaría gran fama gracias a La Cieguecita. La Virgen se apoya en un escabel compuesto por las cabezas aladas de dos serafines y, tras ellos, una media luna acorde a la doctrina impuesta por Francisco Pacheco: «[...] vestida de sol, coronada de estrellas, con la luna bajo sus pies».
La talla luce túnica y manto cubiertos de ricos estofados, sobre todo en las mangas y el borde del manto (sujeto a la altura del cuello con un broche), estando los paños plagados de drapeados con una disposición idéntica a la de la Inmaculada custodiada en el Convento de las Teresas en Sevilla, también de Mesa. Pese al hieratismo inicial de la pose, esta adquiere cierto nivel de movimiento gracias al contrapposto originado por la flexión de la pierna derecha, acentuado a su vez con el recogido del manto sobre el brazo izquierdo, lo que provoca una cascada de pliegues en diagonal. Se cree que en algún momento el cuerpo de la imagen debió quedar oculto por la presencia de telas superpuestas para vestir la obra pese a ser de talla completa, costumbre muy extendida en el barroco y evidenciado esto por la existencia de unas diminutas argollas en la base del cuello que probablemente servían de sujeción para un manto.
La gama cromática se compone de una combinación de azules intensos con motivos esgrafiados, estampados florales (primaveras) a punta de pincel, estofados con motivos de rocalla en estuco labrados sobre oro y tornapuntas realizados en relieve sobre el aparejo: p. 15  en la zona del manto (cuyo envés muestra un tono bermellón), y de detallados estampados florales y vegetales sobre fondo marfileño en la túnica (muy similares a los del relieve de la Asunción en la Iglesia de Santa María Magdalena de Sevilla). Los estofados, los elementos de rocalla y el estampado datan del siglo XVIII, cuando la talla fue nuevamente policromada para enriquecer la pieza, procedimiento habitual en el barroco, lo que por otro lado no permite conocer la policromía original en su totalidad. Esta intervención provocó un aumento del volumen de la obra, embotando la labor de talla original de la escultura al engrosar sus perfiles, suavizar los plegados y reducir la profundidad en las zonas excavadas.: p. 15 
La Virgen de Mesa, inspirada en la Inmaculada de Martínez Montañés conservada en El Pedroso (Sevilla), posee así mismo grandes similitudes con la Virgen de la Misericordia del Hospital de Antezana, en Alcalá de Henares, y con varias imágenes conservadas en Sevilla: la Virgen con el Niño del Museo de Bellas Artes, procedente a su vez del Monasterio de la Cartuja; la Inmaculada de la Iglesia de San Julián; la Purísima del Hospital de los Venerables; y la Inmaculada de la Iglesia de San Andrés. A pesar de todas estas similitudes, la talla de Mesa presenta rasgos propios del escultor: el eje que comienza con la línea del cabello y desciende por las cejas, la nariz, la boca y la barbilla; el contraste entre la forma redondeada del mentón y la tensión de los músculos esternocleidomastoideos;: p. 92  y la disposición de las manos, que solo se tocan en la punta de los dedos.